# Жанна де Валуа (графиня Эно)
Жанна де Валуа (фр. Jeanne de Valois; ок. 1294 — 7 марта 1342) — вторая дочь Карла, графа де Валуа и Маргариты Анжуйской, супруга Вильгельма I д’Авеном, графа Эно Голландии и Зеландии. Сестра короля Франции Филиппа VI и тёща короля Англии Эдуарда III. Наиболее известна тем, что способствовала заключению мира в войне между ними.

## Биография
Жанна вышла замуж за Вильгельма I 23 мая 1305 года. Она была сторонницей своей кузины Изабеллы Французской в её борьбе против Эдуарда II. В декабре 1325 года она поехала во Францию, чтобы присутствовать на похоронах своего отца, и провела переговоры с Изабеллой и королём Франции Карлом IV. В результате был заключён союз между Эно, Изабеллой и английскими изгнанниками, которые были против английского короля и его фаворита Хью ле Диспенсера Младшего. Сын Изабеллы обручился с дочерью Жанны, Филиппой, и Изабелла собрала армию. Именно с этого Изабелла и её возлюбленный Роджер Мортимер начали своё вторжение в Англию.
В 1332 году, после того, как Филиппа стала королевой, она устроила свадьбу между дочерью Изабеллы Элеонорой Вудстокской и Рейнальдом II, герцогом Гельдерна, и навестила свою дочь Филиппу в Англии.
После того, как её муж умер в 1337 году, Жанна ушла в монастырь в Фонтенелле. В 1340 году её зять, муж Филиппы, нанёс её брату поражение в морском сражении возле Слёйса. Затем Эдуард III осадил Турне, но столкнулся с проблемами финансирования. Затем папа Бенедикт XII попросил Жанну выступить посредником между ними. Она переезжала от шатра к шатру и по очереди умоляла своего брата и Эдуарда заключить мир. Посредничество их общей родственницы и письмо папы позволило сторонам подписать мирный договор, при этом не потеряв лицо.

## Дети
- Маргарита (24 июня 1310 — 23 июня 1356), графиня Эно (Маргарита II), Голландии и Зеландии (Маргарита I) 1345—1354; муж: с 15 августа 1323 года (контракт), 25/26 февраля 1324 Людвиг IV Баварский (1 апреля 1282 — 11 октября 1347), герцог Верхней Баварии 1294 года, король Германии (римский король) с 20 октября 1314, император Священной Римской империи с 17 января 1328, герцог Нижней Баварии с 1340
- Иоанна (1311/1313 — 1374); 1-й муж: с 25/26 февраля 1324 Вильгельм I (ок. 1299 — 26 февраля 1362), граф Юлиха (Вильгельм V (VI)) 1328—1336, маркграф Юлиха 1336—1357, герцог Юлиха (Вильгельм I) с 1356; 2-й муж: Бодуэн III де Тьенн
- Иоанн (1311/1316 — 1316)
- Филиппа (24 июня 1314 — 15 августа 1369); муж: с 28 октября 1327 (по доверенности), 24 января 1328 Эдуард III (13 ноября 1312 — 21 июня 1377), король Англии с 1327
- Вильгельм II (1317 — 26 сентября 1345), граф Эно (Вильгельм II), Голландии и Зелландии с 1337
- Агнес (ум. после 24 декабря 1327)
- Изабелла (ок. 1323 — 3 июня 1361); муж: 18 октября 1354 (папское разрешение) Роберт Намюрский (ок. 1325 — 1/29 апреля 1391), сеньор де Бофор-сюр-Мёз и Рено
- Людовик (август 1325—1328)